# 勒普莱西耶于勒
勒普莱西耶于勒（法語：Le Plessier-Huleu，法語發音：[lə plɛsje ylø]）是法国上法蘭西大區埃纳省的一个市镇，属于苏瓦松区。

## 地理
勒普莱西耶于勒（49°14'19"N, 3°20'41"E）面积5.2 平方千米，位于法国上法蘭西大區埃纳省，该省份为法国北部内陆省份，北起北部省，西接索姆省和瓦兹省，东临阿登省和马恩省，西南至塞纳-马恩省，东北部与比利时接壤。
与勒普莱西耶于勒接壤的市镇（或旧市镇、城区）包括：乌希城、乌希堡、帕尔西和蒂尼、大罗祖瓦、圣雷米布朗济。

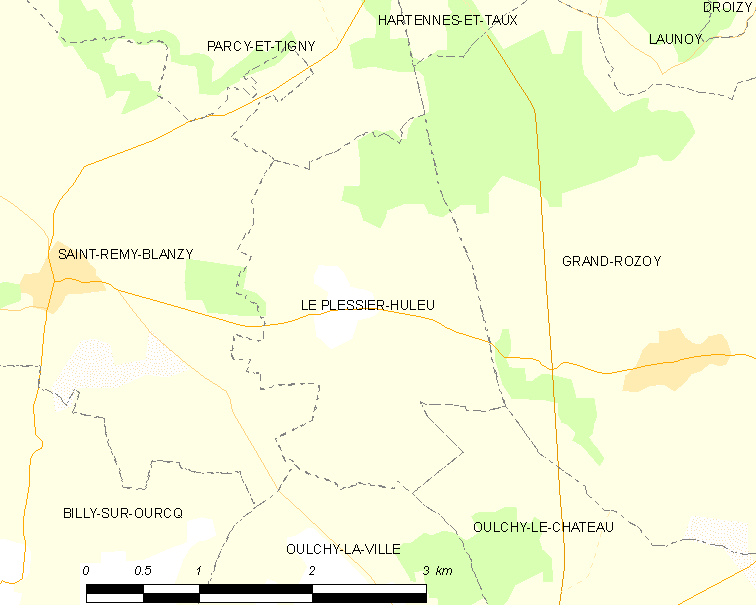
勒普莱西耶于勒的OSM定位图

勒普莱西耶于勒的时区为UTC+01:00、UTC+02:00（夏令时）。

## 行政
勒普莱西耶于勒的邮政编码为02210，INSEE市镇编码为02606。

## 政治
勒普莱西耶于勒所属的省级选区为维莱科特雷县。

## 人口

1962-2008年间勒普莱西耶于勒人口变化图示

勒普莱西耶于勒于2022年1月1日时的人口数量为85人。